# 滇东南凤仙
滇东南凤仙（学名：Impatiens hancockii）为凤仙花科凤仙花属的植物，为中国的特有植物。分布于中国大陆的云南等地，生长于海拔1,380米的地区，一般生长在溪边，目前尚未由人工引种栽培。